# Laura Berlin

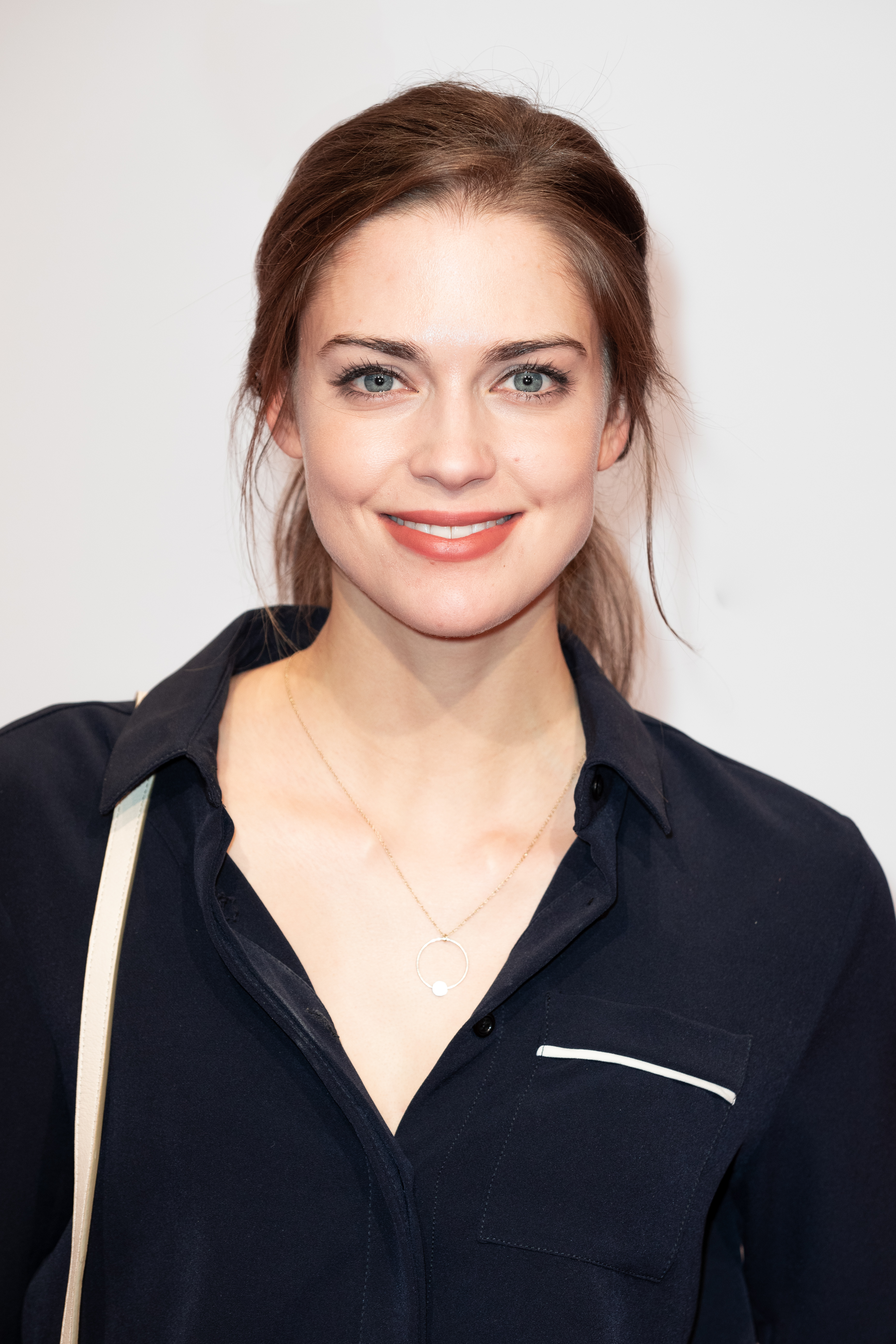
Laura Berlin, 2019

Laura Berlin (* 13. März 1990 in Ost-Berlin) ist eine deutsche Schauspielerin und Model.

## Leben und Karriere
Berlin wurde am 13. März 1990 geboren und wuchs in Berlin-Friedrichshain auf. Im Alter von 13 Jahren wurde sie beim Einkaufen in der Schönhauser Allee von einer Modelagentur entdeckt und arbeitete während ihrer Schulausbildung als Model. Zwei Jahre später wechselte sie die Agentur und lief von da an für VIVA Models unter anderem auf Modenschauen für Boss, Balenciaga, Michalsky und Fornarina. Mittlerweile arbeitet sie für IMG Models und ist regelmäßiger Gast in Paris und Mailand. Bereits als Siebzehnjährige erschien sie auf dem Titelbild der italienischen Ausgabe von Elle. Weitere Titel sowie zahlreiche Kampagnen und Editorials in angesehenen Modemagazinen folgten. Seit ihrem Schulabschluss 2009 arbeitet sie hauptberuflich als Model und steht dabei weltweit bei wichtigen Modelagenturen unter Vertrag.
Nachdem Berlin im Schultheater und bei privatem Schauspielcoaching erste schauspielerische Erfahrungen gesammelt hatte, gab Regisseur Thomas Freundner 2009 der neunzehnjährigen Abiturientin die Titelrolle in seinem ARD-Märchenfilm Schneewittchen. Damit trat sie erstmals als Schauspielerin im Fernsehen auf und agierte dabei an der Seite etablierter Schauspielgrößen wie Sonja Kirchberger, Jaecki Schwarz, Martin Brambach und Jörg Schüttauf. Aus der Zusammenarbeit mit einer Schauspielagentur ergaben sich weitere Filmprojekte. Sie betätigte sich auch als Werbedarstellerin und war in mehreren Werbespots bekannter Marken sowie in einem Musikvideo von Oomph! zu sehen. In den Verfilmungen der Romane Rubinrot (2013), Saphirblau (2014) und Smaragdgrün (2016) aus der Buchreihe Liebe geht durch alle Zeiten von Kerstin Gier übernahm sie die Rolle der Charlotte Montrose. In der Serie Binny und der Geist (2016) übernahm sie eine Gastrolle als verwirrtes Geistermädchen. Von Dezember 2016 bis Juli 2017 war sie auf YouTube als Jenny Hülshoff in der Webserie Alles Liebe, Annette zu sehen.
Von 2018 bis 2021 spielte Berlin in der ZDF-Fernsehserie Notruf Hafenkante ab der Folge 310 (13. Staffel) die Assistenzärztin der Notaufnahme (zuvor Notärztin) Dr. Eva Grünberg. In den deutschen Kinos war sie Anfang 2019 in dem Coming-of-Age-Drama Immenhof – Das Abenteuer eines Sommers unter der Regie von Sharon von Wietersheim als 23-jährige Charly in einer der drei weiblichen Hauptrollen zu sehen. Im selben Jahr übernahm sie im ZDF-Herzkino in einer der Inga-Lindström-Verfilmungen als junge Köchin Astrid die Hauptrolle.
Sie lebt in Berlin.

## Filmografie (Auswahl)

### Kino
- 2010: Männerherzen … und die ganz ganz große Liebe
- 2013: Rubinrot
- 2014: Saphirblau
- 2015: Tod den Hippies!! Es lebe der Punk!
- 2016: Smaragdgrün
- 2017: Bullyparade – Der Film
- 2018: Ronny & Klaid
- 2019: Immenhof – Das Abenteuer eines Sommers
- 2021: Hexenjagd
- 2021: Die Farbe des Windes von Noël Alpi[8]
- 2022: Immenhof – Das große Versprechen

### Fernsehen
- 2009: Schneewittchen
- 2010: Eternalsoul.org (Kurzfilm)
- 2010: Tod einer Schülerin
- 2010: Vater aus heiterem Himmel
- 2010: Notruf Hafenkante – Risiken und Nebenwirkungen
- 2011: SOKO Wismar – Nachtzug nach Wismar
- 2011: SOKO Stuttgart – Auf die Plätze, fertig, tot
- 2012: SOKO Wismar – Die Mörderspinne
- 2013: SOKO Leipzig – Eiszeit
- 2014: Sapore di te
- 2014: Verbotene Liebe (vier Episoden)
- 2014: Polizeiruf 110 – Eine mörderische Idee
- 2015: Meine allerschlimmste Freundin
- 2015: Einstein
- 2015: In aller Freundschaft – Die jungen Ärzte – Starke Mädchen
- 2015: Alarm für Cobra 11 – Die Autobahnpolizei – Lockdown
- 2015: SOKO Leipzig – Aus bestem Hause
- 2016: Binny und der Geist – Leonina
- 2016: UFO – Es ist hier
- 2016–2017: Alles Liebe, Annette (vier Episoden)
- 2017–2019: Einstein (neun Episoden)
- 2017: Blaumacher (sechs Episoden)
- 2017: Bad Cop – kriminell gut – Feuer und Flamme
- 2018: Der Staatsanwalt – Die Enkelin
- 2018: Der Kroatien-Krimi: Mord auf Vis
- 2018: Professor T. – Das verlorene Kind
- 2018: SOKO Köln – Monster
- 2018–2021: Notruf Hafenkante (37 Episoden)
- 2019: Inga Lindström – Auf der Suche nach dir
- 2020: Breaking Even (sechs Episoden)
- 2020: SOKO München – Tod am Bauzaun
- 2022–2024: Vikings: Valhalla (22 Episoden)
- 2024: Bauchgefühl (sechs Episoden)

### Musikvideos
- 2006: Oomph!: The Power of Love
- 2015: Prinz Pi feat. Philipp Dittberner: 1,40m
- 2016: Prinz Pi: Werte
- 2018: Michael Patrick Kelly: Roundabouts